# Bobbio Pellice
Bobbio Pellice is een gemeente in de Italiaanse provincie Turijn (regio Piëmont) en telt 603 inwoners (31-12-2004). De oppervlakte bedraagt 93,4 km², de bevolkingsdichtheid is 6 inwoners per km².

## Demografie
Bobbio Pellice telt ongeveer 320 huishoudens. Het aantal inwoners daalde in de periode 1991-2001 met 1,6% volgens cijfers uit de tienjaarlijkse volkstellingen van ISTAT.
| Jaar | Inwoneraantal |
| ---- | ------------- |
| 1991 | 608           |
| 2001 | 598           |

## Geografie
Bobbio Pellice grenst aan de volgende gemeenten: Abriès (FR-05), Crissolo (CN), Prali, Ristolas (FR-05), Villar Pellice.

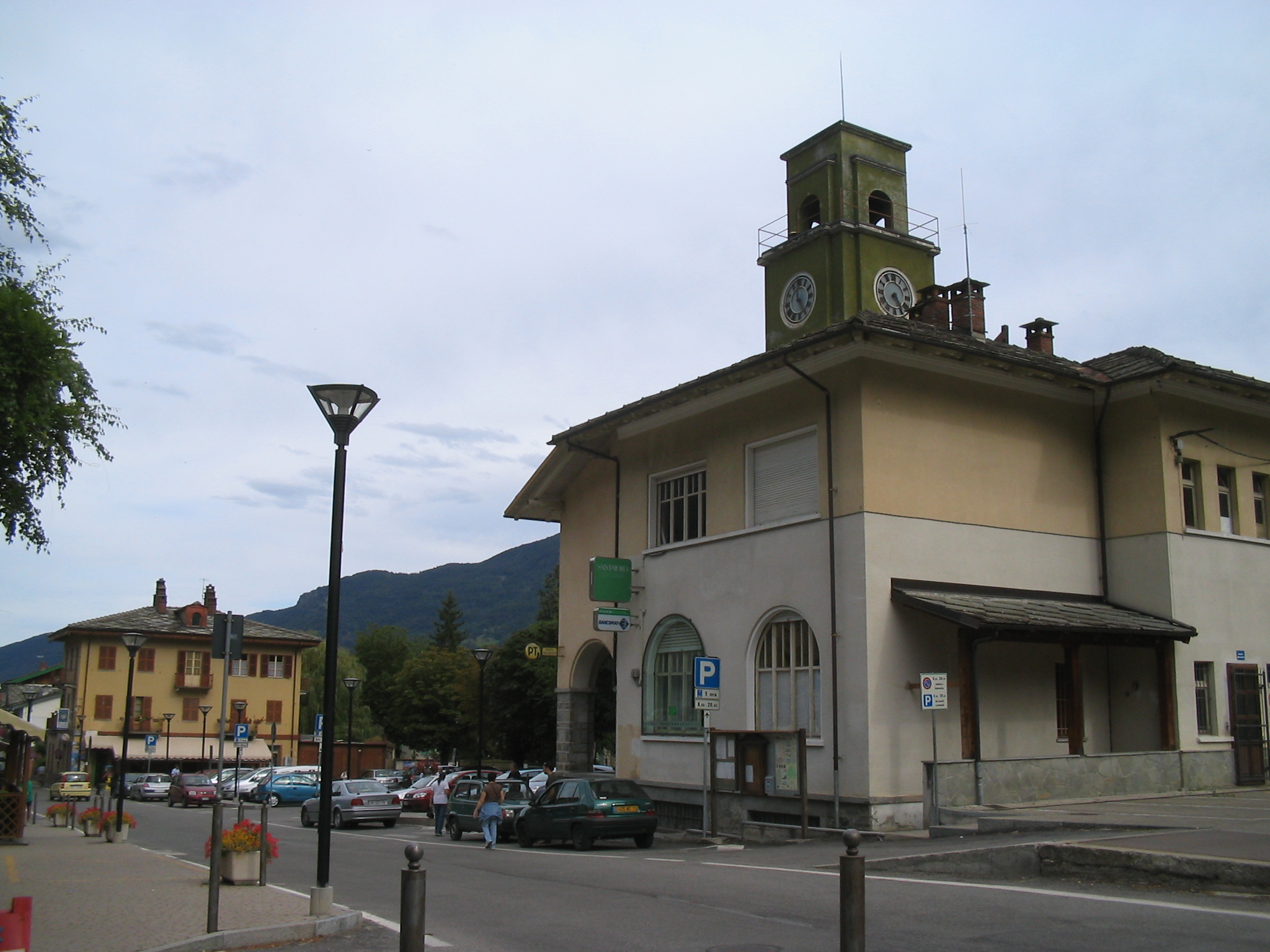
Centrum van Bobbio Pellice

1. ↑  https://demo.istat.it/?l=it.